# O-Zone
О-зоун (рум. O-Zone), је бивша молдавска музичка група популарна на територији Молдавије и Румуније и позната по међународном хиту “Dragostea Din Tei”.

## Каријера
Састав O-Zone је основан 1998. године као дуо који су чинили Дан Балан и Петру Јеликовшчи. Након једног издатог албума, Јеликовшчи је напустио групу.  Групи су се придружили Арсеније Тодираш и Раду Сирбу, а 2002. године су се преселили у Букурешт, где су наставили са радом.
Године 2003. су објавили песму “Dragostea Din Tei”, познату као и “The Numa Numa Song”, која је постала велики међународни хит, била на првим позицијама топ листа у многим земљама током 2003. и 2004. године и доживела бројне обраде.
Током каријере је група O-Zone издала три студијска албума. Група је престала да постоји 2005. године, када су се чланови посветили самосталним каријерама.
Трио се поново окупио по једном 2017. и 2020. године како би одржао концерте у Молдавији и Румунији.

## Чланови
Дан Балан (рум. Dan Bălan; рођен 8. фебруара 1979 у Кишињеву, Молдавија) је музичар, певач, композитор и продуцент. Његова најпознатија песма у самосталној каријери је “Chica Bomb”, као и “Numa Numa 2”, обрада и својеврсни наставак највећег хита из периода O-Zone. Био је номинован за је награду Греми као један од аутора песме “Live Your Life” коју изводе Ријана и репер T.I.
Арсеније Тодираш (рум. Arsenie Todiraș; рођен 22. јула 1983 у Кишињеву, Молдавија), познат и под надимком Арсенијум (Arsenium), је певач који је соло каријеру наставио да гради у Молдавији, Румунији и Русији. Учествовао је у румунској верзији такмичења Плес са звездама, где је заузео друго место. Заједно са Наталијом Гордијенко и Connect-R је представљао Молдавију на Песми Евровизије 2006. у Атини са песмом “Loca”.
Раду Сирбу (рум. Radu Sîrbu; рођен 14. децембар 1978 у Пересецини, Молдавија) је певач и продуцент који живи и ради у Румунији. Најпознатија песма чији је аутор је “Single Lady” у извођењу “DJ Layla ”, која је 2009. добила награду за најслушанију радијску песму у Румунији.

## Дискографија

### Албуми
- “” (1999)
- “” (2002)
- “” (2004)

### Синглови
- “” (2002)
- “” (2002)
- “” (2003)
- “” (2004)